# Казанла
Казанла — река в России, протекает по Саратовской области. Длина реки составляет 35 километров. Площадь водосборного бассейна — 393 км².
Устье реки находится в 44 километрах по правому берегу реки Терешка. Притоки: Вязовка, Яблонька.

## Данные водного реестра
По данным государственного водного реестра России относится к Нижневолжскому бассейновому округу, водохозяйственный участок реки — Терешка от истока и до устья.
Речной бассейн реки — Волга от верховий Куйбышевского водохранилища до впадения в Каспий.
Код объекта в государственном водном реестре — 11010001912112100010639.